# Five Fingers - Gioco mortale
Five Fingers - Gioco mortale è un film thriller del 2006 diretto Laurence Malkin, ed è il suo secondo lavoro come regista.

## Trama
Un ragazzo olandese parte per il Marocco con l'intenzione di introdurre un nuovo programma alimentare che possa aiutare i bambini delle montagne del Rif in Marocco. Viaggia con solo la sua guida conosciuta in internet, Gavin, ma poche ore dopo il loro arrivo vengono entrambi catturati da individui misteriosi. Dopo la cattura Gavin viene ucciso freddamente sotto gli occhi di Martijn, il ragazzo olandese che ha lasciato nella sua patria la sua fidanzata di origine marocchina.
Inizia un interrogatorio senza pietà, mirato a scoprire gli scheletri nell'armadio di Martijn. Tutto questo ad opera di Ahmat e della sua assistente Aicha, che dito dopo dito estorcono frammenti dei segreti dell'olandese fino a giungere alla inconfessabile verità.
Il ragazzo Olandese, infatti, si scopre essere un terrorista senza scrupoli che ha fatto il viaggio in Marocco con l'unico scopo di comprare da un biochimico una tossina con cui infettare il cibo di centinaia di fast food per poter così uccidere migliaia di persone.
Ahmat non si fida di lui e crede sia un agente della CIA sotto copertura e decide di ucciderlo.
Il ragazzo, per salvarsi, chiede di poter scrivere alcuni dei nomi della sua cellula terroristica, in modo da poter dare prova che quello che dice è vero.
Una volta scritti i nomi e consegnati ad Ahmat si scopre che quest'ultimo e tutti i suoi complici sono loro in realtà gli agenti della CIA che hanno creato un'elaborata messinscena, compreso il finto omicidio di Gavin che, in realtà, è un agente della CIA anche lui, per estorcere al ragazzo i nomi dei suoi compagni che mai avrebbe rivelato in altro modo.
Esaurito il suo compito, il ragazzo viene eliminato e viene predisposta una nuova trappola on-line per catturare altri terroristi.

## Incongruenze
- Nella scena in cui Ahmat e Martijn scrivono i nomi, Laurence Fishburne cambia presa in due inquadrature, nella prima tiene la matita con tre dita e il pollice, mentre nello stacco seguente la sta impugnando con solo due dita e il pollice.
- Quando i torturatori dicono a Martijn che gli potrebbero riattaccare le dita, in realtà affermano una cosa irrealizzabile, poiché sono passate più di 24 ore dal taglio del primo e il ghiaccio a poco serve. Al contrario tenerle a lungo nel ghiaccio potrebbe averle danneggiate.
- Per provare la verità di Martijn i due scrivono i nomi contemporaneamente, ma qualunque altra strategia sarebbe stata perfetta per non cadere in inganno: avrebbero potuto scrivere uno il primo nome e l'altro il secondo o uno elencare i nomi e l'altro i cognomi.
- Ci sono alcuni indizi che potrebbero anticipare il finale ad uno spettatore attento: Ahmat, nella partita a scacchi, fuma una sigaretta mentre Aicha non porta il velo quando lava Martijn.